# Textus receptus
Textus receptus (espressione latina che significa "testo ricevuto", cioè "comunemente accettato, accolto") è il nome dato oggi alla serie dei testi greci a stampa del Nuovo Testamento che costituiscono la base per la versione della Bibbia di Lutero, per la traduzione del Nuovo Testamento in inglese fatta da William Tyndale e per la maggior parte degli altri Nuovi Testamenti prodotti al tempo della Riforma protestante in Europa. Questa serie prende avvio con il primo Nuovo Testamento greco a stampa, opera intrapresa e pubblicata a Basilea dallo studioso cattolico e umanista olandese Erasmo da Rotterdam nel 1516 sulla base di sei manoscritti contenenti fra loro non proprio tutto il Nuovo Testamento. Sebbene basati soprattutto sulla famiglia di manoscritti del tipo bizantino (o siriaci, o antiocheni, che sono la maggior parte dei testimoni disponibili a partire dal IX secolo), l'edizione di Erasmo differisce segnatamente dalla forma classica del testo.

## Storia del Textus Receptus
La prima edizione del Nuovo Testamento greco di Erasmo fu preparata in tutta fretta, perché l'editore Johann Froben voleva arrivare a pubblicarla prima della versione greca del Nuovo Testamento preparata in Spagna all'interno del progetto della Bibbia poliglotta complutense, voluta e finanziata dall'allora arcivescovo di Toledo Francisco Jiménez de Cisneros. Nella versione di Erasmo finirono così per abbondare molti errori tipografici. Erasmo mancava inoltre di una copia completa del libro dell'Apocalisse. Così, per terminare la sua versione, fu costretto a ricostruire il testo mancante utilizzando le citazioni bibliche trovate nei testi dei Padri Greci o ritraducendo in greco i passi tratti dalla Vulgata latina. Di conseguenza, sebbene il textus receptus sia classificato dagli studiosi come un tardo testo bizantino, esso differisce in circa 2000 particolari dalla forma standard di quella famiglia testuale, come rappresentata dal Testo di maggioranza edito da Hodges e Farstad (Wallace 1989). L'edizione di Erasmo diventa ben presto un successo commerciale ed è ripubblicata nel 1519 con pressoché tutti gli errori tipografici corretti.
Erasmo aveva studiato i testi greci del Nuovo Testamento per anni in Olanda, Inghilterra e Svizzera, notandovi le sue molte varianti. Egli, però, aveva a disposizione a Basilea solo sei manoscritti greci. Essi risalgono solo al XII secolo o più tardi, e solo uno di essi sembra provenire da una famiglia di testi diversi da quella bizantina. È per questo che la maggior parte degli studiosi moderni considerano questo testo di dubbia qualità.
Nella sua terza edizione del Nuovo Testamento greco (1522), Erasmo inserì anche il cosiddetto Comma Johanneum—si era infatti trovato un singolo manoscritto greco del XVI secolo che lo conteneva—sebbene, nelle sue Annotazioni, avesse espresso riserve sull'autenticità di quest'ultimo. L'aumentata richiesta di copie del Nuovo Testamento greco comportò, nella prima metà del XVI secolo, la pubblicazione di una notevole quantità di edizioni, autorizzate e non autorizzate, quasi tutte basate sull'opera di Erasmo e incorporanti il Comma, assieme a proprie varianti minori.

## La critica testuale ed il Textus Receptus
Sebbene sia usato in generale in riferimento ad un'intera serie edizioni greche derivate da Erasmo, il termine Textus Receptus comporta pure due riferimenti specifici nella critica testuale del Nuovo Testamento per denotare una delle due particolari edizioni del Nuovo Testamento: quella prodotta dal parigino Robertus Stephanus nel 1550 ed un'altra prodotta dai fratelli Elsevir ad Amsterdam nel 1624 (ripubblicata nel 1633). Il nome stesso deriva da una frase contenuta nella prefazione dell'editore all'edizione del 1633 del testo degli Elsevir, "textum ergo habes, nunc ab omnibus receptum" tradotta: "Ecco così che ora avete il testo ricevuto da tutti". Le due parole textum e receptum sono poi modificate dall'accusativo al nominativo per diventare textus receptus. Laddove il Nuovo Testamento greco che oggi è diventato standard sia un testo eclettico, riportante cioè la versione che agli studiosi del campo sembra, secondo criteri scientifici, la più probabile e simile ai manoscritti originali, è uno di questi due testi stampati che è stato generalmente usato come riferimento dagli editori conservatori.
La maggior parte degli studiosi di critica del testo, dal tardo XIX secolo hanno adottato un approccio eclettico al Nuovo Testamento greco, dando maggiore peso ai manoscritti più antichi disponibili che tendono ad appartenere prevalentemente alla famiglia alessandrina. Ne risulta un testo greco eclettico che si allontana dal Textus receptus in circa 6000 dettagli. Una minoranza significativa di studiosi di critica testuale, però, ritengono che sia necessario dare priorità a quelli della famiglia bizantina e, di conseguenza, preferiscono il Testo di maggioranza. Nessuna scuola di critica testuale oggi continua a difendere la priorità del Textus receptus, sebbene questa posizione trovi ancora sostenitori fra gruppi protestanti conservatori ostili ai ricercatori della critica testuale scientifica, accusati di avere un approccio umanistico al testo biblico indifferente alla dottrina della preservazione provvidenziale della Bibbia e quindi pure alle posizioni e tradizioni della Riforma protestante classica.
Frederick von Nolan, storico e studioso di greco e latino del XIX secolo, passò 28 anni nel cercare di dimostrare l'aderenza del Textus receptus a quelli che si suppone essere i testi originali. Era un ardente sostenitore della supremazia del Textus receptus su tutte le altre edizioni del Nuovo Testamento greco,. e sosteneva che i primi editori del Nuovo Testamento greco a stampa avessero operato in quel modo le loro scelte in quanto ritenevano che esse fossero di gran lunga superiori ad altri tipi di testo.